# Utah Olympic Park

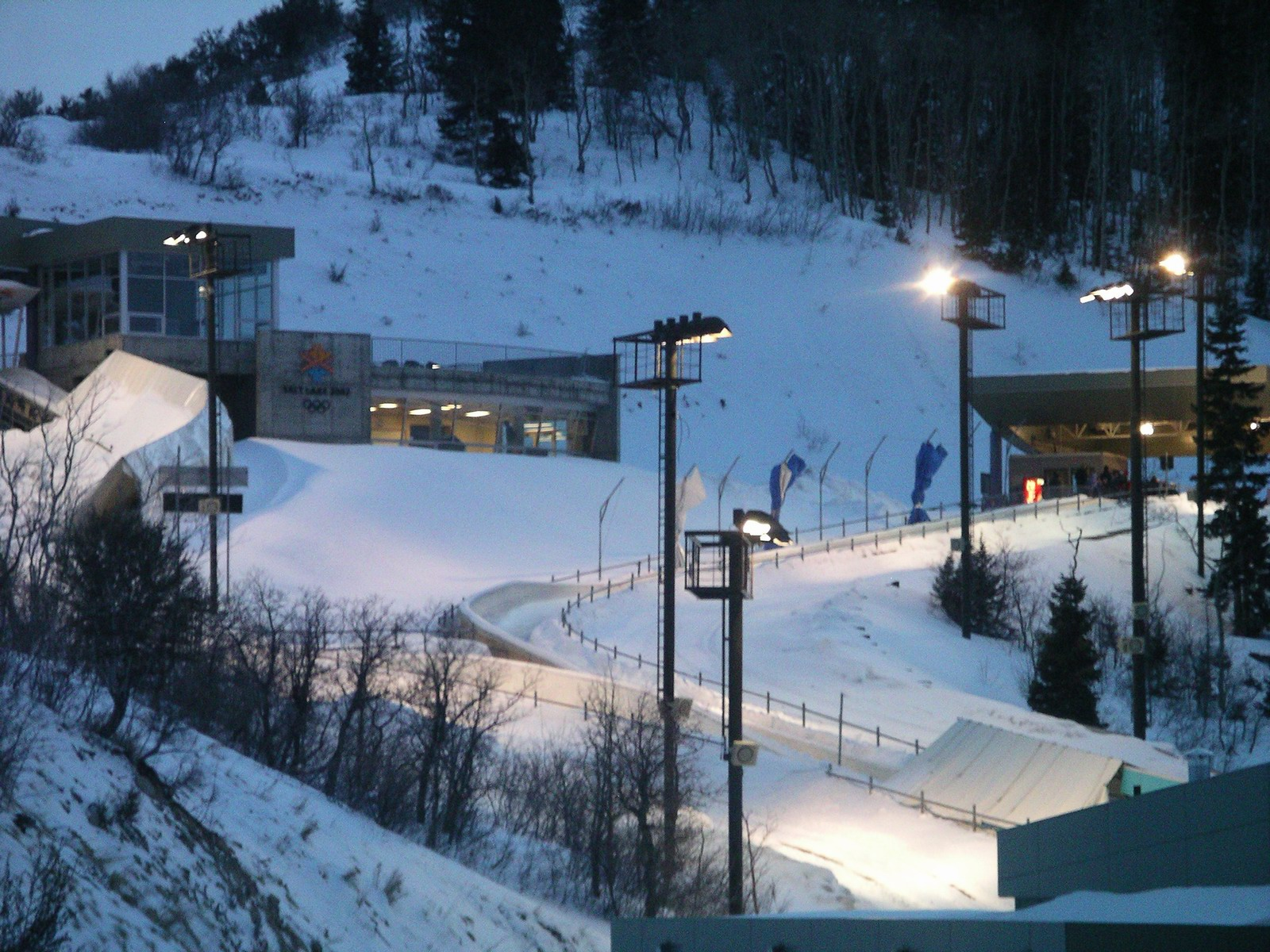
Del av bob- & skeletonbanan

Utah Olympic Park är en anläggning i Park City, Utah, USA med bland annat banor för bob, skeleton, rodel och hoppbackar. Den uppfördes i samband med Vinter-OS i Salt Lake City 2002 med en början 1989. Flera världscuptävlingar har hållits i anläggningen.